# Osterholzer Friedhof (Osterholz-Scharmbeck)
Der Osterholzer Friedhof von St. Marien in der niedersächsischen Stadt Osterholz-Scharmbeck, Ortsteil Osterholz, Osterholzer Straße 16 und Hohetorstraße, stammt aus der Mitte des 18. Jahrhunderts. Aktuell (2025) wird er als Friedhof genutzt.
Der Friedhof und die Einfassungsmauer stehen unter Denkmalschutz (siehe auch Liste der Baudenkmale in Osterholz-Scharmbeck).

## Geschichte und Beschreibung
Das Kloster Osterholz wurde 1182 gegründet. Zum Kloster gehörte auch das Klosterholz. Die kurfürstliche Domänenkammer als Rechtsnachfolgerin des Klosters stellte 1766 eine Waldfläche im Klosterholz bei dem Hohen Tore rechts am Weg nach Scharmbeck für die Anlage eines Friedhofes zur Verfügung. Er ersetzte den direkt an der Kirche St. Marien gelegenen älteren Friedhof.
Von 1766 bis 1768 wurde im Klosterholz der evangelische Friedhof angelegt. Er hatte 73 Begräbnisplätze zu je vier Gräbern. Der damalige Amtmann Conrad Friedrich Meiners reservierte für sich mehrere Plätze und ließ einen sechseckigen Pavillon mit Anbau errichten, die alte Friedhofskapelle.
Der Friedhof wurde bereits im 18. Jahrhundert und mehrfach im 19. Jahrhundert erweitert.
Bei der Einfassungsmauer des Friedhofs in Backstein der Osterholzer Ziegelei am Hafen von rund 500 m Länge, wurden an den seitlichen Mauern auch Findlinge aus dem Klosterholz verwendet. Anstelle der hölzernen Pforte entstand 1922 eine Gedenkwand für Gefallene des Ersten Weltkriegs mit einem spitzbogigen Durchgang mit Zugang durch zwei Eisengitterpforten.
Die sechseckige verputzte Friedhofskapelle auf hohem Sockel mit geschweifter Glockenhaube in Schieferdeckung stammt von 1768 (Inschrift) und liegt in Verlängerung des 1922 errichteten Tores. Vermutlich als Erbbegräbnis des Amtmanns C. F. Meiners geplant, wurde sie jedoch als Friedhofskapelle genutzt.
Das Landesdenkmalamt befand u. a.: „… ortsgeschichtlicher, friedhofstypischer, orts- und anlagenbildprägender Zeugniswert …“
Es gibt in der Stadt noch weitere Friedhöfe in Scharmbeck und Pennigbüttel sowie in Garlstedt, Hülseberg und Ohlenstedt als reine Ortschaftsfriedhöfe.